# Julio Antonio Mella

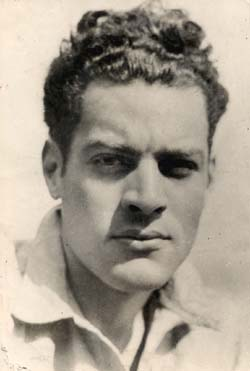
Julio Antonio Mella (1929)

Julio Antonio Mella (ursprünglich Nicanor MacPartland y Diez) (* 25. März 1903 in Havanna, Kuba; † 10. Januar 1929 in Mexiko) war kubanischer Studentenführer und Mitbegründer der Kommunistischen Partei Kubas.

## Leben
Julio Antonio Mella kam als außerehelicher Sohn des wohlhabenden dominikanischen Textilkaufmanns Nicanor Mella und der aus einfachen Verhältnissen stammenden, aus ihrer Heimat Irland in die USA eingewanderten Cecilia McPartland zur Welt, die Nicanor Mella von New Orleans nach Havanna gefolgt war. Wenige Jahre später ging McPartland zurück in die USA und ließ ihre beiden Söhne bei deren Vater, der sie unter neuen Vor- und Nachnamen offiziell als seine Söhne anerkannte und sie der Obhut seiner Ehefrau übergab. Nach dem Tod ihrer Stiefmutter folgten die Brüder Julio Antonio (ursprünglich Nicanor) und Nicasio (ursprünglich Cecilio) um 1915 ihrer Mutter in die USA und kehrten 1920 nach Kuba zurück.
Ab 1921 studierte Julio Antonio Mella an den Fakultäten für Rechtswissenschaften, Philosophie und Literatur der Universität Havanna. Er wurde 1923 zum Vorsitzenden des von ihm gegründeten kubanischen Studentenverbandes FEU gewählt. Zuvor hatte er sich als Autor von Artikeln einen Namen gemacht, die seit 1922 in der von ihm verantworteten Studentenzeitschrift Alma Mater erschienen waren. Unter seiner Leitung wurde die Volksuniversität „José Martí“ gegründet. 1924 wurde er Mitglied der Kommunistischen Gruppe von Havanna. Kurz darauf gründete er die „Antiklerikale Vereinigung“ und führte die Protestbewegung gegen den Besuch des Schiffes Italia aus dem faschistischen Italien. 1925 wurde er Mitbegründer der Antiimperialistischen Liga Kubas. Im August 1925 gründete er zusammen mit Carlos Baliño und anderen die Kommunistische Partei Kubas. 1926 wurde er von der Universität Havanna zwangsweise exmatrikuliert.

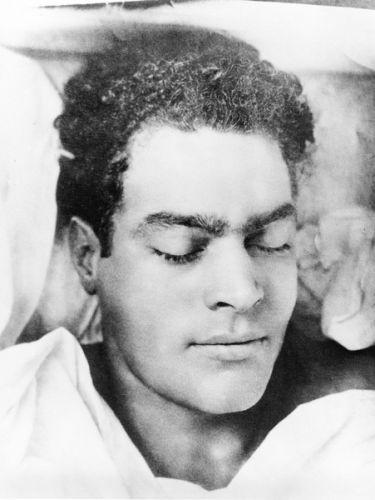
Julio Antonio Mella auf seinem Sterbebett, fotografiert von Tina Modotti, 1929

Am 27. November 1925 wurde er zusammen mit verschiedenen Arbeitern von der Polizei des Diktators Gerardo Machado verhaftet und angeklagt, „terroristische Taten“ begangen zu haben. Gegen den Willen der Kommunistischen Partei trat er in einen Hungerstreik, woraufhin sich viele Linke, aber auch bürgerliche Intellektuelle für ihn engagierten. Nach seiner Freilassung am 23. Dezember wurde er wegen Gehorsamsverweigerung aus der Kommunistischen Partei ausgeschlossen. Statt einer erneuten Vorladung zur Polizei zu folgen, floh er anschließend vor den Morddrohungen der Machado-Diktatur über Honduras nach Mexiko. In den Exiljahren engagierte er sich gegen Vorherrschaft der USA in Lateinamerika, zum Beispiel durch die Unterstützung Sandinos in Nicaragua, den Aufbau einer linken Gewerkschaftszentrale in Mexiko und durch die Organisation eines Bündnisses exilierter Kubaner mit dem Ziel, eine bewaffnete Gruppe für ein Landungsunternehmen in Kuba aufzustellen. Er war publizistisch aktiv und reiste zu Kongressen nach Brüssel, Moskau und New York. 1929 wurde er von Agenten Machados auf der Straße erschossen.
Der Mord an ihm wurde von den Behörden zunächst als Eifersuchtstat seiner Lebensgefährtin dargestellt, der italienischen Fotografin Tina Modotti, die Mella vier Monate zuvor kennengelernt hatte und die in der Folge als unerwünschte Ausländerin Mexiko verlassen musste. Die tatsächlichen Attentäter wurden erst zwei Jahre später verhaftet.
Mella wird noch heute von der offiziellen kubanischen Regierungspropaganda als bedeutender Nationalheld gefeiert, sein Konterfei findet sich neben Che Guevara und Camilo Cienfuegos auf dem Emblem des kommunistischen Jugendverbandes Kubas UJC. In der Hauptstadt Havanna ist unter anderem ein großes Theater nach ihm benannt, außerdem die ehemals Miranda genannte Kleinstadt und der sie umgebende Landkreis (Municipio) mit 36.000 Einwohnern im Norden der Provinz Santiago de Cuba sowie eine dort angesiedelte Zuckerfabrik, mehrere kleinere Siedlungen im ganzen Land, sowie ein Sportstadion in Las Tunas. Gegenüber der zum Campus der Universität Havanna führenden Freitreppe befindet sich ein nach ihm benannter Platz mit einem Mausoleum zu seinen Ehren, ein großes Mella-Denkmal befindet sich seit 2005 auch einige Kilometer entfernt auf dem Gelände der Universidad de las Ciencias Informáticas. Sein Porträt ist auf der 1000 CUP Banknote abgebildet.